# 内村清次
内村 清次（うちむら せいじ、1902年（明治35年）4月8日 - 1964年（昭和39年）11月22日）は、昭和期の労働運動家、政治家。参議院議員。

## 経歴
熊本県飽託郡春日村（春日町、熊本市春日町を経て現:熊本市西区春日）で、内村政平、ノトの息子として生まれる。古町小学校を経て、1918年（大正7年）3月、西部高等小学校を卒業した。
1918年4月、鉄道院（のち鉄道省）熊本機関区の機関夫試傭試験に合格。1919年（大正8年）2月、機関科教習所に入所し、同年5月に卒業。1922年（大正11年）4月、機関士見習に合格し、1923年（大正12年）4月、機関士科を卒業。同年6月、機関士に任じられた。1924年（大正13年）1月、徴兵され歩兵第13連隊に入隊し満洲に派遣され、1925年（大正15年）11月に除隊した。1926年（大正15年）2月、機関士に復帰した。以後、判任機関士、鉄道局技手、指導機関士、熊本運輸事務所勤務、熊本機関区助役、熊本運輸事務所指導係長などを歴任。1945年（昭和20年）2月、熊本第16部隊に応召され五島列島警備に従事し、同年8月に復員した。
戦後、労働運動に加わり、1945年12月、国鉄労働組合（国労）熊本支部連合会長に就任。1946年（昭和21年）1月、国労総連合会が結成され同中央副執行委員長に就任し、内閣給与審議会委員も務めた。
1947年（昭和22年）4月の第1回参議院議員通常選挙に全国区から日本社会党公認で立候補して初当選（補欠、任期3年）。参議院運輸委員、同在外同胞引揚問題に関する特別委員長、社会党熊本県連会長を務めた。1950年（昭和25年）6月の第2回通常選挙で再選された。参議院予算委員、社会党中央執行委員、参議院地方行政委員長などを務め、大衆飲食税免税点引上げに尽力した。1956年（昭和31年）7月の第4回通常選挙で再選され、参議院議員に連続3期在任した。参議院建設委員会理事などを務め、1962年（昭和37年）6月、翌月の第6回通常選挙の立候補を辞退した。
1963年（昭和38年）11月の第30回衆議院議員総選挙では社会党本部選挙対策副委員長を務めた。翌年11月22日、心臓病により死去した。62歳没。同月24日、特旨を以て位記を追賜され、死没日をもって従四位勲二等に叙され、瑞宝章を追贈された。